# Enter Air
 (novembre 2021).
Pour les articles homonymes, voir Enter.

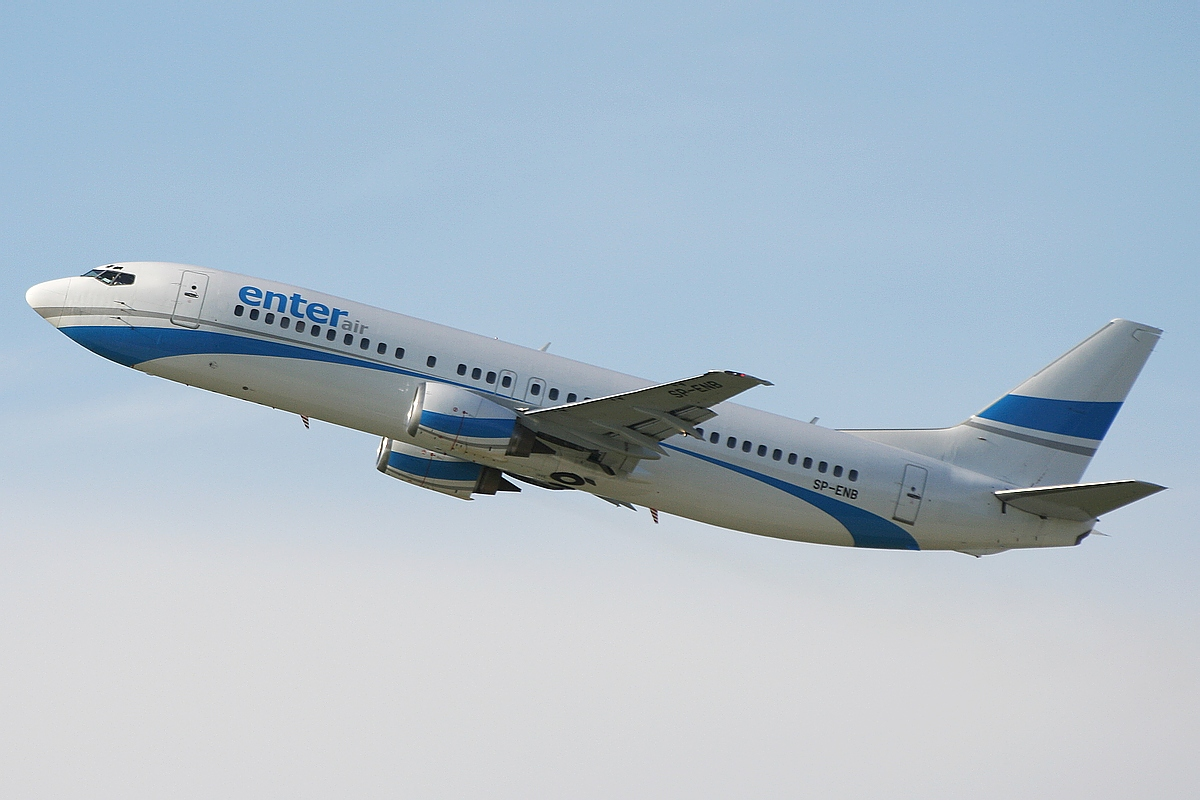
Un Boeing 737-400 d'Enter Air en 2010.

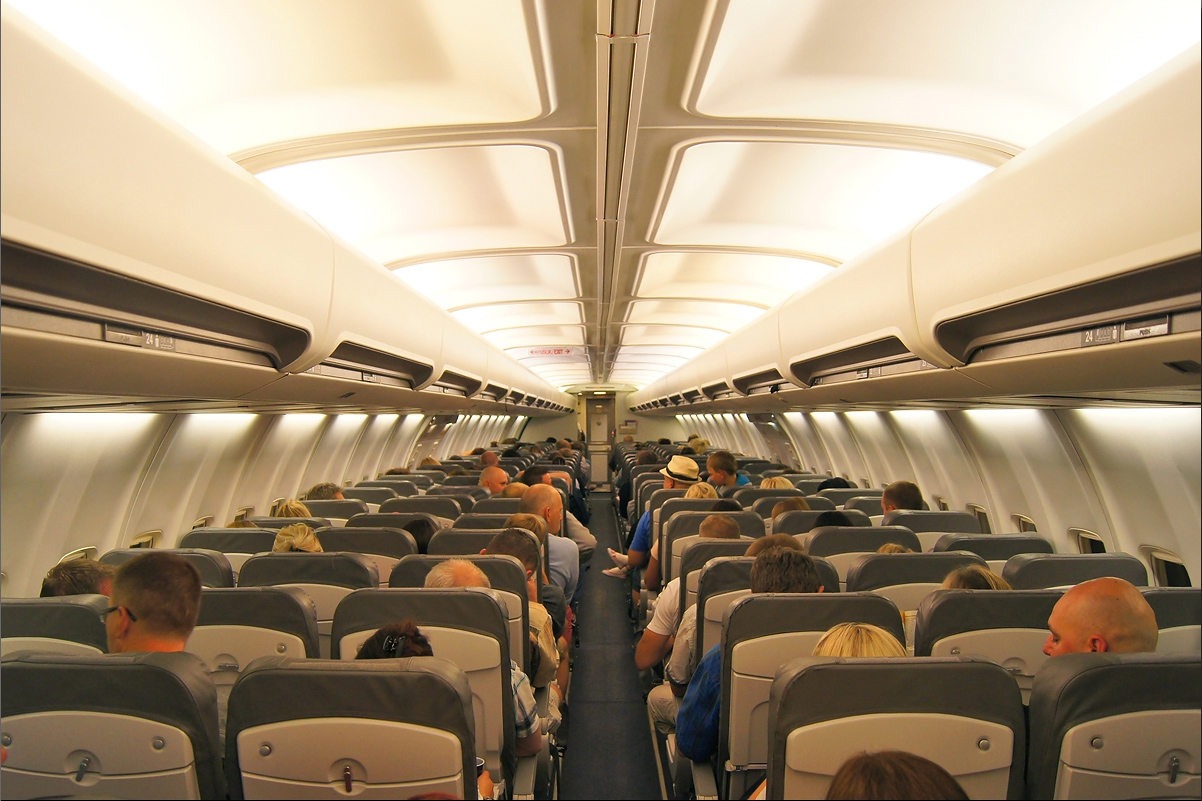
Intérieur du Boeing 737-400 SP-ENF

Enter Air Sp. z o.o. est une compagnie aérienne charter ayant son siège dans l'immeuble Zephirus du parc industriel Okęcie Business à Varsovie, Pologne. Enter Air a trois bases à l'Aéroport Frédéric Chopin de Varsovie, l'Aéroport de Katowice-Pyrzowice et l'Aéroport Henryk Wieniawski de Poznań. Elle assure aussi des vols de vacances et charter depuis d'autres aéroports polonais et européens.

## Histoire
Enter Air a effectué son premier vol commercial le 25 avril 2010. La compagnie travaille avec les principaux organisateurs de voyages en Pologne et elle est la plus grande compagnie charter du pays en nombre d'avions et de passagers. Elle opère selon un modèle low-cost qui lui a permis de croître de plus de 300% entre 2010 et 2012, malgré les hausses de prix des carburants et les événements en Tunisie et en Égypte, qui ont vu plusieurs compagnies aériennes réduire leur flotte ou même disparaître du marché. 
Enter Air vole essentiellement depuis la Pologne vers des destinations touristiques ensoleillées comme les îles Canaries, le Maroc, le Portugal, l'Espagne, l'Italie, la Tunisie, l’Égypte, Israël, la Grèce, la Turquie, Oman, Dubaï, Madère, le Sri Lanka, la Thaïlande, le Kenya, la Bulgarie ou la Croatie.
En août 2016, un avion de la compagnie a été immobilisé pendant cinq heures à Roissy-Charles de Gaulle à la suite d'un impayé de 1,103 million d'euros (Correspondant à des amendes pour nuisances sonores). 

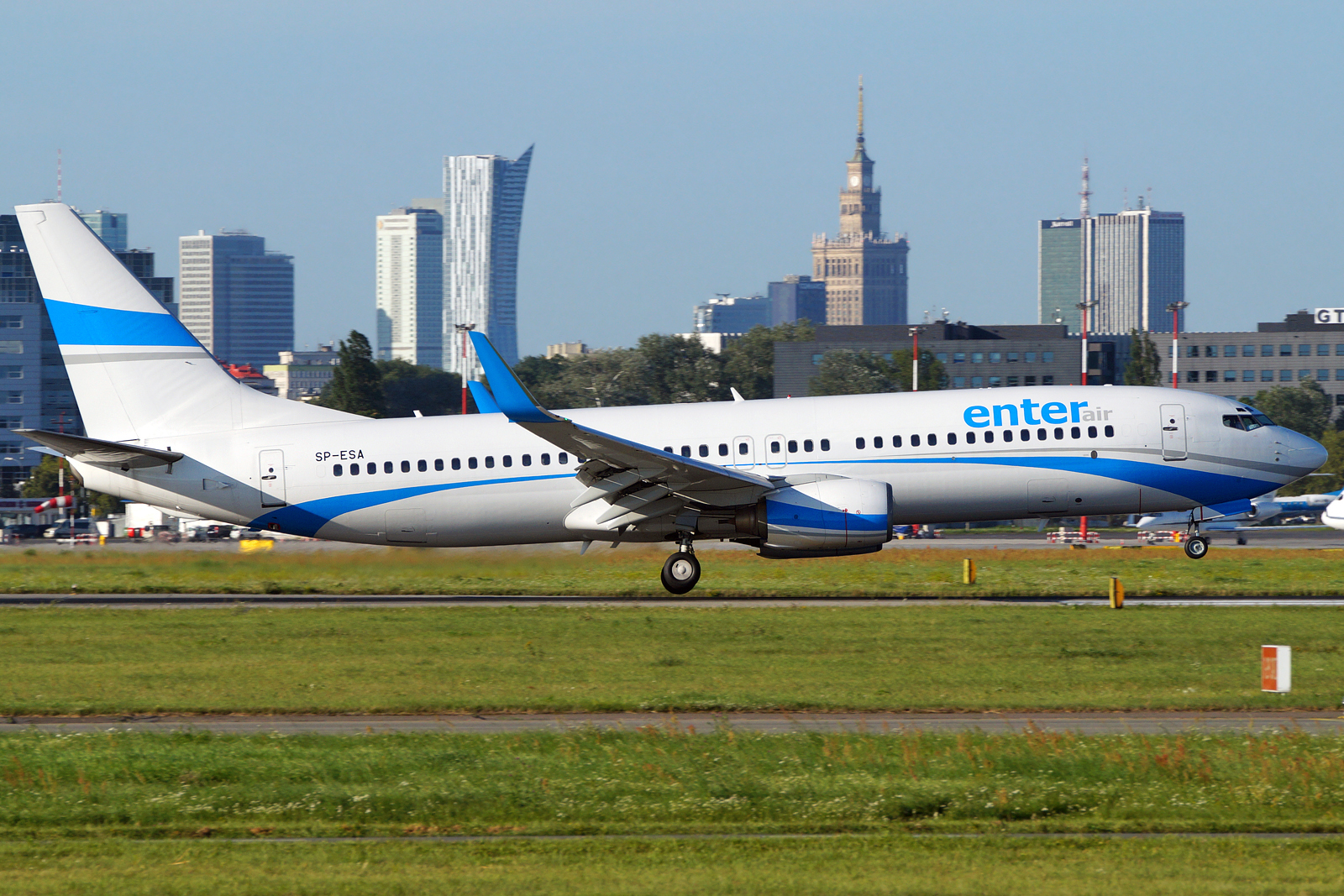
Boeing 737-800

## Flotte

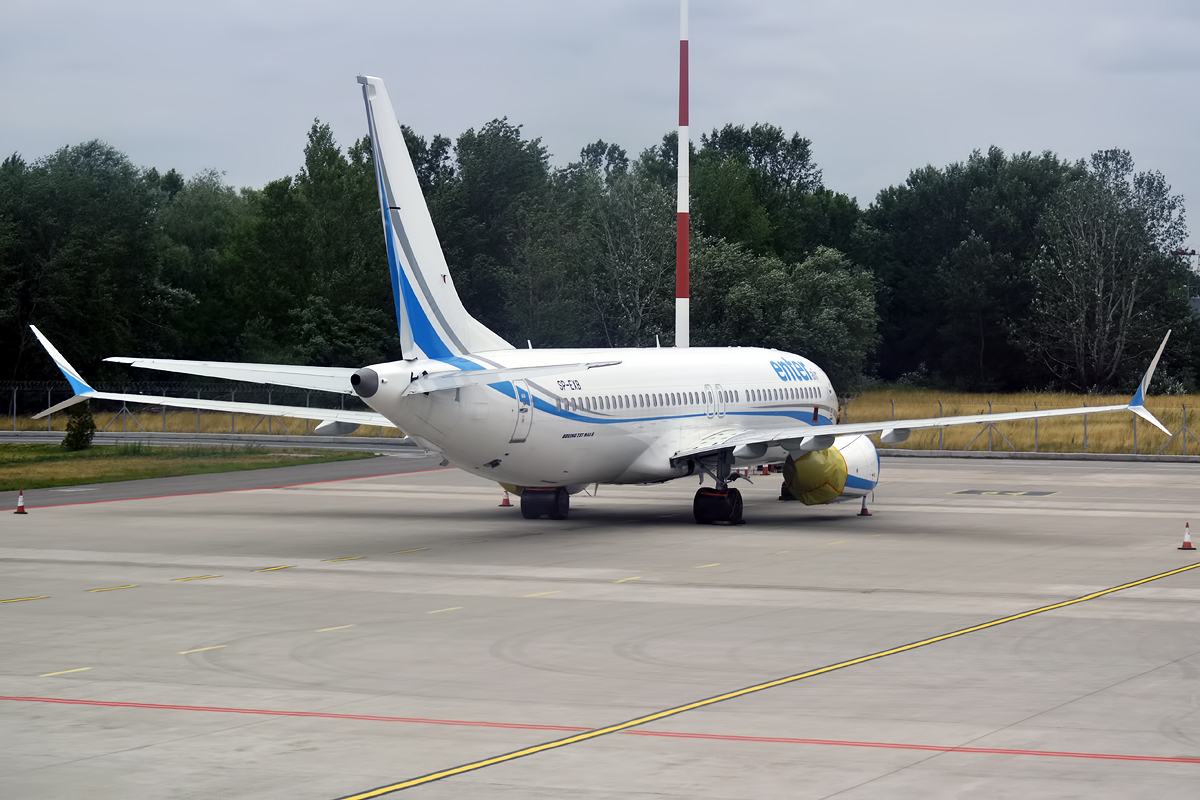
Boeing 737-8 MAX d'Enter Air, (SP-EXB)

En août 2019, la flotte d'Enter Air se composait des avions suivants :